# Гистолиз
Гистолиз (от др.-греч. ἱστός — «столб», «ткань» + λύσις «разрушение», «растворение») — разрушение тканей от действия на них протеолитических ферментов тканевого и/или бактериального происхождения.
Может происходить при патологических процессах (гистолиз патологический) — гнойном воспалении, опухолевом росте, в зоне инфаркта и т. п.; или в процессе эмбрионального и постнатального развития (гистолиз физиологический). С биохимической точки зрения является гидролитическим процессом расщепления химических связей органических соединений клеток и тканей. В зависимости от внешних и внутренних факторов может преобладать как клеточный, так и тканевый распад. Конечной стадией гистолиза является некроз.
После смерти организма гистолизу подвергаются все клетки и ткани.